# Maryan Nuh Muse
Maryan Nuh Muse (sinh ngày 1 tháng 1 năm 1997) là một vận động viên chạy nước rút người Somalia. Cô đã tham dự Thế vận hội Mùa hè 2016 trong cuộc đua 400 mét nữ; thời gian của cô là 1:10,14 trong lượt thi đấu. Trước Thế vận hội, cô đã thi đấu tại Thế vận hội Olympic trẻ 2014 và tập luyện của cô là ở một sân vận động ở Mogadishu. Mọi người đã nói rằng cô là một trong những người chạy tốt nhất trên thế giới. Đáng buồn là cô ấy đã không tiến lên, nhưng cô ấy nói rằng cô ấy vẫn đang đào tạo để trở thành người chạy tốt nhất có thể. Cô tin rằng các vận động viên Somalia đang làm việc chăm chỉ cho môn olympic mùa hè tới 